# Ferdynandowo
Ferdynandowo – osada krajeńska w Polsce położona w województwie wielkopolskim, w powiecie pilskim, w gminie Łobżenica.
W latach 1975–1998 miejscowość administracyjnie należała do województwa pilskiego.